# Hrabstwo Pawnee (Nebraska)

Piramida wieku hrabstwa

Hrabstwo Pawnee (ang. Pawnee County) – hrabstwo w stanie Nebraska w Stanach Zjednoczonych. W roku 2010 liczba mieszkańców wyniosła 2773. Stolicą i największym miastem jest Pawnee City.

## Geografia
Całkowita powierzchnia wynosi 1121 km² z czego woda stanowi 2,6 km² (0,32%) .

### Miejscowości
- Pawnee City

### Wioski
- Burchard
- Du Bois
- Lewiston
- Steinauer
- Table Rock